# Селезёночник супротивнолистный
Селезёночник супротивнолистный (лат. Chrysosplenium oppositifolium) — вид растений рода Chrysosplenium семейства Saxifragaceae.

## Ботаническое описание
Многолетнее травянистое растение высотой от 5 до 10, редко до 15 см. Стебель четырёхгранный. В отличие от селезёночника очерёднолистного, этот вид имеет противоположные листья, разделённые на черешок и листовую пластинку. Листовая пластинка всегда длиннее черешка. Пластинка базальных листьев диаметром от 10 до 25 мм едва зазубрена с усечённым основанием. Прилистники отсутствуют.

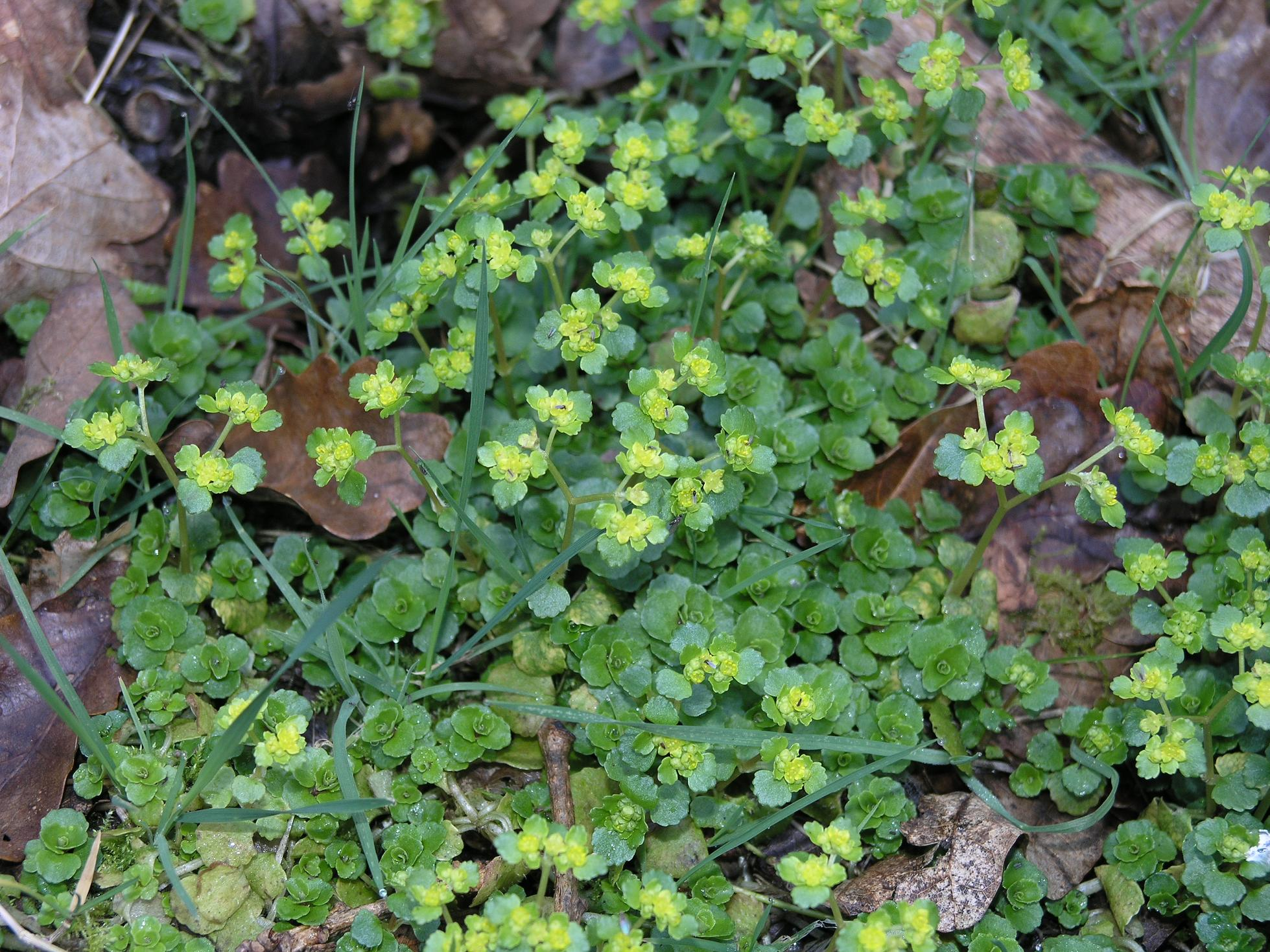
Chrysosplenium oppositifolium в естественной среде

Период цветения в северном полушарии — с апреля по май. По несколько цветков в соцветии с жёлтыми прицветниками. Цветки-гермафродиты очень мелкие, всего около 4 мм в диаметре, радиально-симметричные, четырёхзубчатые, зеленовато-жёлтые. Околоцветник один, четыре чашелистика длиной около 2 мм, венчики отсутствуют. Каждый цветок имеет восемь тычинок. Тычинки короче чашелистиков. Нижняя завязь развивается из двух плодолистиков.
Плод — коробочка. Тёмно-бордовые или красновато-коричневые, блестящие семена широкоэллипсоидные с очень мелкопапилловидной поверхностью длиной 0,5-0,6 мм.
Число хромосом 2n = 42.

## Распространение и экология
Размножается вегетативно ползучими нецветущими боковыми побегами, образуя густой ковёр. В качестве опылителей обычно выступают мухи. Нередко наблюдается и самоопыление. Семена распространяются по воде, иногда легко выбрасываются при соприкосновении с каплями воды.
Вид широко распространён в субатлантической Европе. Известно, что он встречается в Португалии, Испании, Андорре, Франции, Великобритании, Ирландии, Бельгии, Нидерландах, Люксембурге, Германии, Дании, Норвегии, Швеции, Швейцарии, Австрии, Италии, Чехии, Польше, Словении и Хорватии.
Обычен в Германии, но достигает предела распространения на востоке страны, редок или полностью отсутствует в Альпах, достигая высот до 1400 м в Шварцвальде. В Севеннах он встречается на высотах до 1600 м, а в восточных Пиренеях — до 1800 м. Произрастает в лесах, на тенистых склонах, в горах, по берегам рек и прирусловых ольховых и ясеневых лесах. Заселяет сырые и влажные, достаточно богатые питательными веществами, но бедные известью места. Почвы предпочитает в основном гумусированные, каменистые или песчаные суглинки, часто встречается на глеевых почвах. Является характерным видом растительного сообщества Chrysosplenietum oppositifolii из ассоциации весенних лугов известковых участков, но встречается и в Carici remotae-Fraxinetum (ольхово-зольные пойменные леса).

## Таксономия
Впервые Chrysosplenium oppositifolium был научно описан в 1753 году Карлом Линнеем в Species Plantarum, Т. I, стр. 398.